# Marvin Park
Marvin Olawale Akinlabi Park (Palma de Mallorca, 3 juli 2000) is een Spaans voetballer met Nigeriaanse en Zuid-Koreaanse roots die onder contract ligt bij Real Madrid.

## Carrière
Park werd geboren in Palma de Mallorca als zoon van een Nigeriaanse vader en een Zuid-Koreaanse moeder. Hij sloot zich in 2016 aan bij de jeugdopleiding van Real Madrid. In augustus 2020 won hij met de U19 van Real Madrid de UEFA Youth League, nadat hij in het seizoen 2019/20 eerder ook al een vaste was geworden bij Real Madrid Castilla in de Segunda División B.
Op 20 september 2020 maakte hij zijn officiële debuut in het eerste elftal van Real Madrid: op de tweede speeldag van de Primera División viel hij in de 69e minuut in voor Rodrygo Goes. Op 9 februari 2021 volgde een invalbeurt in de 1-2-competitiezege tegen SD Huesca. Drie dagen later kreeg hij in de competitiewedstrijd tegen Getafe CF (2-0-zege) zijn eerste basisplaats. Park kon de wedstrijd echter niet uitspelen, want in de 55e minuut moest hij geblesseerd het veld verlaten. Op 13 mei 2021 volgde een tweede basisplaats: in de competitiewedstrijd tegen Granada CF, maar ook ditmaal moest hij vroegtijdig gewisseld worden door een blessure.
In augustus 2022 leende Real Madrid hem voor een seizoen uit aan tweedeklasser UD Las Palmas.

## Clubstatistieken
| Seizoen         | Club                 | Land            | Competitie            | Competitie | Competitie | Beker | Beker | Supercup | Supercup | Europees | Europees | Totaal | Totaal |
| Seizoen         | Club                 | Land            | Competitie            | Wed.       | Dlp.       | Wed.  | Dlp.  | Wed.     | Dlp.     | Wed.     | Dlp.     | Wed.   | Dlp.   |
| --------------- | -------------------- | --------------- | --------------------- | ---------- | ---------- | ----- | ----- | -------- | -------- | -------- | -------- | ------ | ------ |
| 2019/20         | Real Madrid Castilla | Vlag van Spanje | Segunda División B    | 26         | 3          | —     | —     | —        | —        | —        | —        | 26     | 3      |
| 2020/21         | Real Madrid Castilla | Vlag van Spanje | Segunda División B    | 11         | 1          | —     | —     | —        | —        | —        | —        | 11     | 1      |
| 2020/21         | Real Madrid          | Vlag van Spanje | Primera División      | 4          | 0          | 0     | 0     | 0        | 0        | 0        | 0        | 4      | 0      |
| 2021/22         | Real Madrid Castilla | Vlag van Spanje | Primera División RFEF | 22         | 0          | —     | —     | —        | —        | —        | —        | 22     | 0      |
| 2022/23         | → UD Las Palmas      | Vlag van Spanje | Segunda División A    | 9          | 1          | 0     | 0     | —        | —        | —        | —        | 9      | 1      |
| Carrière totaal | Carrière totaal      | Carrière totaal | Carrière totaal       | 72         | 5          | 0     | 0     | 0        | 0        | 0        | 0        | 72     | 5      |

Bijgewerkt op 25 januari 2023.

## Erelijst
| UEFA Youth League | 1x | 2019/20 |